# Чубенко, Степан Викторович
Степан Викторович Чубенко (укр. Степан Вікторович Чубенко; 11 ноября 1997, Краматорск, Донецкая область — 27 июля 2014, Горбачёво-Михайловка, Донецкая область) — украинский школьник и патриот, вратарь футбольного клуба «Авангард» (Краматорск). В июле 2014 г. был похищен пророссийскими сепаратистами ДНР, подвергнут пыткам и расстрелян за проукраинскую позицию. Народный Герой Украины (2016, посмертно).

## Биография
Родился в г. Краматорск 11 ноября 1997 года. Учился в краматорской общеобразовательной школе № 12, увлекался греко-римской борьбой, а позже футболом. Был вратарем юношеской команды «Авангард» (Краматорск). По воспоминаниям родителей, Степан мечтал стать профессиональным вратарем. Был болельщиком ФК «Шахтер», часто выезжал в другие города на матчи с участием «Шахтера». С друзьями организовал команду КВН, которая ездила выступать в разные города Украины. Также вместе с друзьями Степан помогал детскому дому в Краматорске: часто бывали там, привозили детям игрушки, одежду, книжки, лакомства.
Степан не скрывал своей проукраинской позиции, поэтому с началом пророссийских митингов в Украине 2014 года он с друзьями начал принимать участие в митингах в поддержку целостности Украины, которые проводились в Краматорске. Ребята носили воду, продукты, средства гигиены украинским военным, прибывшим в город. При обстреле он помогал спускаться в хранилище пожилым людям, носил им воду, когда город оказался отрезанным от водоснабжения.
Когда в апреле 2014 г. начался захват Краматорска пророссийскими боевиками и российскими оккупантами, мать отправила Степана в Россию к своим родителям, однако через месяц юноша вернулся, заявив родителям, что не будет прятаться, «как крыса».
В начале июля 2014 года Степан отправился к другу в Киев. Вскоре после освобождения Краматорска от пророссийских боевиков он решил вернуться домой поездом, который ехал через неконтролируемый Украиной Донецком. В Донецке его задержали пророссийские боевики из батальона «Керчь». По одной из версий, сепаратисты задержали его, увидев на рюкзаке сине-желтую ленточку, по другой — из-за того, что юноша вступил в словесную перепалку с сепаратистами, отстаивая позицию сохранения целостности Украины. После задержания террористы увезли Степана в неизвестном направлении.
После того, как Чубенко пропал, родители отправились на его поиски в Донецк. Уже в Донецке им сообщили, что Степана отправили на работы (якобы рыть траншеи) в Горбачево-Михайловку. Родители тут же бросились искать сына в посёлке, однако попытки найти Степана не увенчивались успехом. Местное начальство пгт Горбачево-Михайловка твердило, что Степан сбежал во время минометного обстрела.
Родителям Степана удалось выйти на контакт с тогдашним главой ДНР Александром Захарченко, он пообещал разобраться в пропаже подростка, а на следующий день он сообщил, что Степана расстреляли, и пообещал найти и наказать виновных.
В конце сентября 2014 г. тело подростка было найдено в пгт Горбачево-Михайловка. Эксгумация была проведена 6 октября 2014 г. в результате которой мать опознала сына.
Как выяснилось, после задержания Степана подвергали жестоким пыткам еще в Донецке. Пытки продолжались и в пгт Горбачево-Михайловка. Согласно показаниям одного из свидетелей преступления, террористы избивали подростка, выбили зубы, руки замотали скотчем за спиной. Перед расстрелом боевики сняли с подростка кроссовки, закинули футболку на голову, после чего застрелили юношу, выпустив пять пуль в затылок. Тело завернули в полиэтилен и сбросили в яму.
Экспертиза ДНК, проведенная в Ростове-на-Дону, подтвердила: останки принадлежат Степану Чубенко. Матери Степана удалось добиться возвращения тела юноши в Краматорск.
Похоронили юношу 8 ноября 2014 г. в г. Краматорск.

## Следствие и поиск убийц
Убийцами шестнадцатилетнего Степана Чубенко оказались трое пророссийских боевиков из батальона «Керчь»: Москалев Юрий Аркадьевич (род. 1969, Донецк), Погодин Вадим Викторович (род. 1971, Донецк), Сухомлинов Максим Викторович (род. 1984, Макеевка). Погодина, Москалева и Сухомлинова власти ДНР обвинили в убийстве, совершенном группой лиц по мотивам идеологической ненависти, суд постановил поместить их под стражу. Впоследствии стало ясно, что это была манипуляция: дело с места не сдвинулось и виновных так и не наказали. В апреле 2015-го прокуратура ДНР сообщила официальным письмом: «Фактическое местонахождение указанных лиц не установлено». Москалева удалось задержать и допросить. Обвиняемый отсидел недолгий срок и сбежал из Донбасса на родину, в Чувашию. Позже появилась информация, что в Чебоксарах Москалев был арестован по «красной карточке» Интерпола — в международный розыск всех троих убийц Степана подала Украина. Выдачи, в силу неизвестных причин, не произошло, и Юрия выпустили на волю.
Максиму Сухомлинову также удалось сбежать из ДНР в Россию, его дальнейшая судьба до сих пор неизвестна.
Вадим Погодин сбежал из ДНР в оккупированный Крым. В июле 2017 года Генеральная прокуратура Украины обратилась в Российскую Федерацию с требованием передать боевика ДНР Вадима Погодина, убившего Степана Чубенко (он находился под арестом в СИЗО Симферополя по решению подконтрольного России Ялтинского суда на основании запроса украинского бюро Интерпола). Однако ответа от РФ не последовало, вместо этого преступника летом 2017 г. выпустили на волю.
10 ноября 2017 года Торецкий городской суд вынес заочный приговор подозреваемым в убийстве Степана Чубенко. Вадима Погодина, бывшего комбата батальона «Керчь» и его боевиков Юрия Москалева и Максима Сухомлинова, заочно приговорили к пожизненному заключению. Суд также удовлетворил гражданский иск матери Степана Сталины Чубенко, согласно которому каждый из осужденных должен заплатить по одному миллиону гривен компенсации.
Позже в декабре 2019 года Вадим Погодин впервые появился в сюжетах севастопольских телеканалов в статусе заместителя директора подрядной организации «МСК», которая провела капитальный ремонт жилого дома на улице Советской. В начале 2020 года его представили в СМИ уже как заместителя руководителя общества с ограниченной ответственностью «Технологии реставрации». В начале 2023 г. в СМИ появилась информация, что Вадима Погодина арестовали на территории ДНР и поместили в СИЗО. МВД ДНР заявило, что Погодин является «руководителем ОПГ» и «подозревается в убийстве 17-летнего подростка». Его дальнейшая судьба неизвестна.

## Память
В честь Степана Чубенко в Краматорске был организован футбольный турнир, который проводится ежегодно с 2015 года.
21 ноября 2016 г. в школе, где учился Степан, открыта мемориальная доска.
23 сентября 2017 года у входа на стадион «Авангард» в Краматорске была открыта памятная доска Степану Чубенко.
В августе 2021 года на сессии Краматорского городского совета депутатами было принято решение о присвоении общеобразовательной школе № 12 имени Степана Чубенко, ее бывшего ученика.
В начале декабря 2021 в Краматорске открыли памятник Степану Чубенко. Над проектом памятника работал краматорский скульптор Игорь Нестеренко. Степана Чубенко изобразили в полный рост с мячом в руках, в форме команды с эмблемой краматорского футбольного клуба «Авангард» и с первым номером.
В 2023 году улица Уральская в городе Краматорск была переименована в честь Степана Чубенко.

## Награды
- Орден «За мужество» III степени (28 июня 2017 г., посмертно)[25].

- Орден «Народный Герой Украины» (8 мая 2016 г., посмертно)[26].